# Johann Pontanus
Johann Pontanus (auch: Brückner; * um 1515 in Eisleben; † 9. Juli 1572 in Wien) war ein deutscher Mediziner und Alchemist.

## Leben
Pontanus war vermutlich ein Sohn des Eislebener Hüttenmeisters und Ratsherrn Hans Brückner und der Hedwig Heidelberg. Sicher ist, dass er eine Schwester Klara hatte, die mit Matthäus Ratzenberger verheiratet war. Er immatrikulierte sich im Wintersemester 1534/35 an der Universität Wittenberg und erwarb dort am 15. September 1541 den akademischen Grad eines Magisters der Philosophie. 1544 ging er an die neugegründete Universität Königsberg, wo er eine Professur an der philosophischen Fakultät übernahm. Im Folgejahr absolvierte er eine Bildungsreise, die ihn unter anderem nach Italien führte, wo er an der Universität Padua zum Doktor der Medizin promoviert wurde.
Er kehrte zurück nach Königsberg und erhielt dort im Oktober 1552 die zweite medizinische Professur sowie die Professur für Physik. Albrechts von Preußen engagierte ihn auch als Leibarzt. In dieser Funktion übernahm er im Wintersemester 1552/53 auch das Rektorat der Universität. Georg Sabinus hatte ihn in jener Zeit zum Paten eines seiner Kinder bestimmt. Der Osiandrische Streit, der damals die Königsberger Hochschule erschütterte, ging auch an ihm nicht vorüber. Nachdem er sich gegen Andreas Osiander ausgesprochen hatte, wurde er nach seiner Rektoratszeit im August 1553 aus dem Dienst entlassen.
Er ging dann als Assessor und Professor an die medizinische Fakultät der Universität Jena und diente Johann Friedrich dem Mittleren von Sachsen in Gotha und später Johann Wilhelm von Sachsen in Weimar als Leibarzt. Letzteren begleitete er nach Wien, wo er starb, ohne dass die Todesursache geklärt werden konnte.
Seine Witwe Regina, eine Tochter des altenburgischen Landrichters Christoph Baumgartner, die er am 19. Juli 1568 geheiratet hatte, ging nach Pontanus’ Tod eine zweite Ehe mit dem weimarischen Juristen Günther Schneidewein ein, einem Sohn des Lutherzöglings Johann Schneidewein.
Pontanus hinterließ die pharmazeutischen Schriften Methodus componendi Theriacam (für die Herstellung von Theriak) und Methodus praeparandi Ambram factitiam (für die Herstellung künstlichen Ambras).